# Coalition pour l'unité et la démocratie
La Coalition pour l'unité et la démocratie (CUD) (Amharique : ቅንጅት ለአንድነት እና ዴሞክራሲ, Qinijit ou Kinijit) est une coalition de quatre partis politiques éthiopiens qui se sont alliés pour les élections législatives du 15 mai 2005. Son président est le Dr. Hailu Shawul.

## Histoire
Les quatre partis constitutifs du CUD sont : 
- la Ligue démocratique éthiopienne,
- le Parti d'union démocratique éthiopienne-Medhin,
- le Parti arc-en-ciel (ou Mouvement pour la démocratie et la justice sociale),
- le Parti pour l'unité de tous les éthiopiens.

En s'alliant pour les élections de 2005, ces partis ont réussi à obtenir 89 des 527 sièges de la Chambre des représentants des peuples, représentant les régions Amhara, Oromia et la région des nations, nationalités et peuples du Sud ainsi que les villes-régions de Dire Dawa et Addis-Abeba.
Avant et durant les meeting du CUD, de vives tensions ethniques déclenchaient des incidents et troubles. De ce fait, le Dr. Hailu fut arrêté en juin 2005, le gouvernement accusant le CDU de soutenir des mouvements de protestations populaires qui avaient fait plus de vingt morts. 
Lors des élections régionales, le CDU remporta 137 des 138 sièges à Addis-Abeba, 106 sur 294 dans la région Amhara, 11 sur 89 dans la région Benishangul-Gumaz, 1 sur 82 dans la région Gambela, 3 sur 36 dans la région Harar, 33 sur 537 dans la région Oromia, et 39 sur 348 dans la région du Sud.
Affirmant que le parti au pouvoir, le Front démocratique révolutionnaire du peuple éthiopien (FDRPE), était responsable de fraude électorale, le 6 novembre 2005, les responsables du CUD ont appelé à faire grève et à boycotter les commerces et entreprises appartenant à des membres du FDRPE ainsi qu'au boycotte de l'assemblée nouvellement élue. En réponse, le gouvernement supprima l'immunité parlementaire dont bénéficiaient les députés CDU et arrêta un grand nombre de membres du CDU.
Parallèlement, un débat interne opposa les membres de la CDU quant au fait de boycotter ou non le parlement. Alors que le Parti d'union démocratique éthiopienne-Medhin et d'autres décidèrent de respecter le vote populaire et de siéger au Parlement, certains membres du Parti pour l'unité de tous les éthiopiens, sous la contrainte du Dr. Hailu, refusèrent de siéger car ils pensaient que les élections avaient été frauduleuses. Les dissensions internes ont fragilisé la CDU. En outre, une autre source de discordance interne a touché le parti à l'occasion de l'intervention éthiopienne en Somalie en 2006. Une partie de la CUD menée par Temesgen Zewde désapprouvait la décision du gouvernement d'aller en Somalie, alors qu'un autre groupe mené par Tadesse Bekele (député CDU à Addis-Abeba) soutenait cette intervention. Après un long procès, 38 membres de la CDU furent reconnus coupables de violation de la Constitution et de rébellion armée. En outre, des témoins accusaient certain responsable du parti d'avoir voulu assassiner des responsables gouvernementaux.
Après avoir passé vingt mois en prison, les responsables du parti ont finalement été relâchés le 20 juillet 2007.